# ألكسندر ساريتش
ألكسندر ساريتش هو لاعب كرة قدم صربي في مركز حراسة المرمى، ولد في 27 يناير 1974 في بلغراد في صربيا. شارك مع منتخب صربيا تحت 17 سنة لكرة القدم ومنتخب يوغوسلافيا تحت 17 سنة لكرة القدم ومنتخب صربيا تحت 21 سنة لكرة القدم ومنتخب يوغوسلافيا تحت 21 سنة لكرة القدم. أما مع النوادي، فقد لعب مع النجم الأحمر بلغراد وبولتيهنيكا تيميسوارا وسبارتاك سوبتيتسا وكارل زايس يينا ونادي أوبليتش ونادي أونياو دا ماديرا ونادي تشوكاريتشكي ونادي فارزيم.

## وصلات خارجية
- ألكسندر ساريتش على موقع قاعدة بيانات كرة القدم.إي يو (الإنجليزية)
- ألكسندر ساريتش على موقع بيانات كرة القدم. دي إي (الألمانية)